# بول كورتيس
بول كورتيس (بالإنجليزية: Paul Curtis)‏ هو كاتب أغاني ومنتج أسطوانات بريطاني، ولد في 1950 في إنجلترا في المملكة المتحدة.

## وصلات خارجية
- بول كورتيس على موقع IMDb (الإنجليزية)
- بول كورتيس على موقع ميوزك برينز (الإنجليزية)
- بول كورتيس على موقع ديسكوغز (الإنجليزية)